# Evenburg

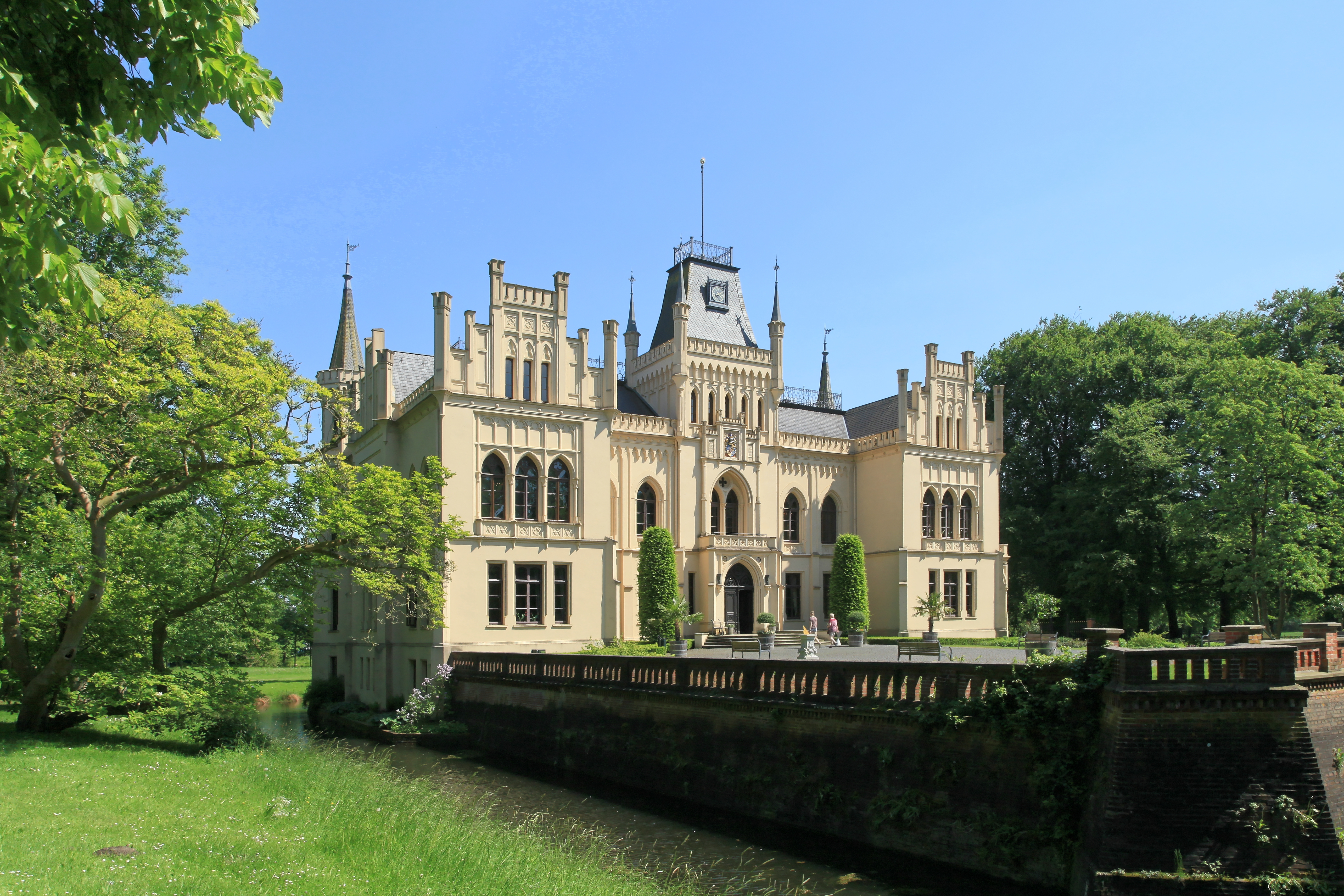
L'Evenburg con il parco circostante

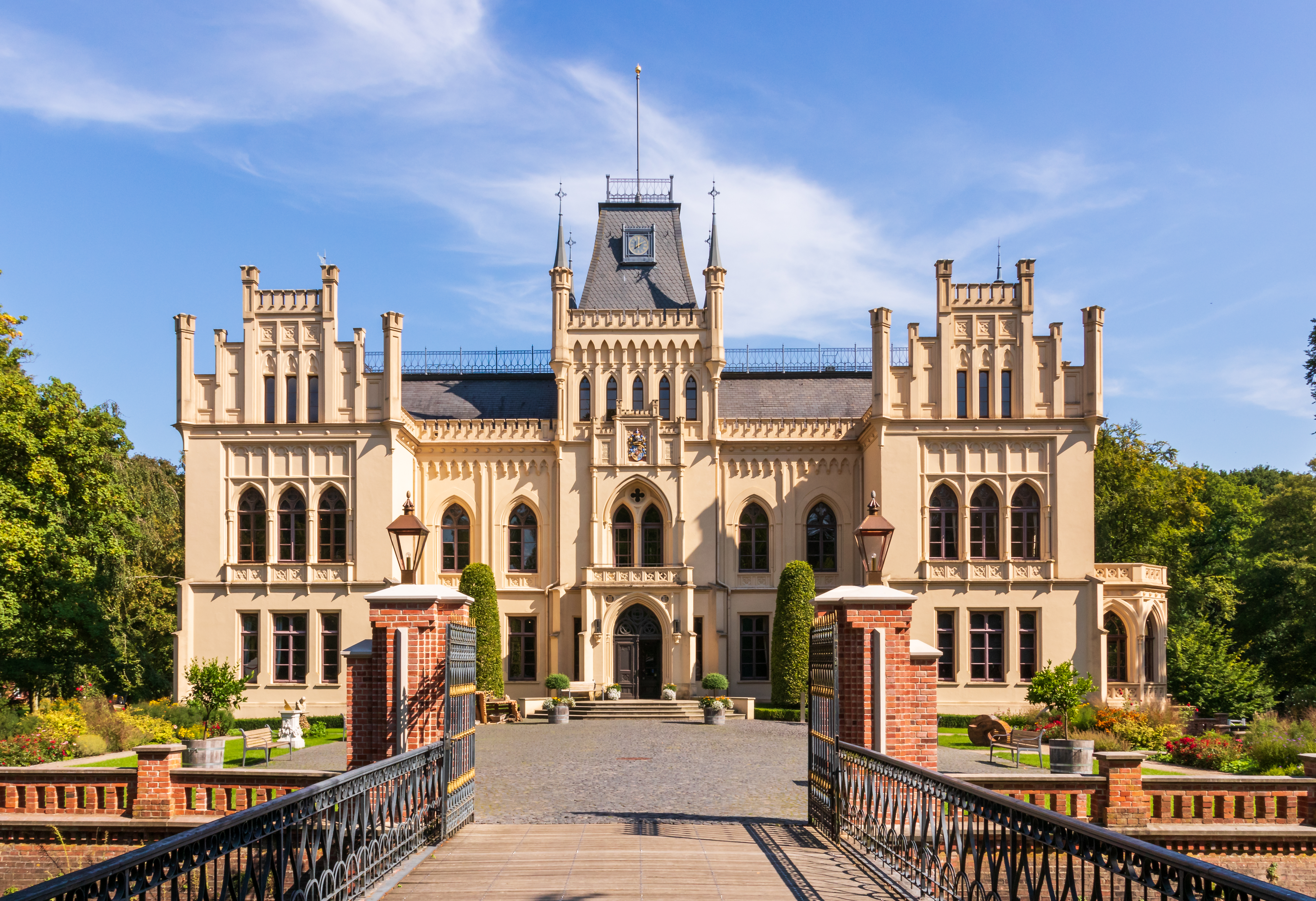
La facciata principale del castello

Lo Schloss Evenburg o semplicemente Evenburg (letteralmente: "castello di Eva") è un castello sull'acqua della frazione tedesca di Loga, nel comune di Leer, in Bassa Sassonia (Germania nord-occidentale), costruito alla metà del XVII secolo e rimodellato nella seconda metà del XIX secolo. Fu per circa 300 anni la residenza dei conti Von Wedel.

## Storia
Il castello originario venne fatto costruire nel 1642 da Erhard von Ehrentreuter, comandante di una guarnigione di truppe olandesi di stanza a Emden.  L'edificio, una residenza in stile barocco olandese, prese il nome da Eva von Ungnad, la moglie boema di Von Ehrentreuter .
L'edificio passò in seguito nel 1665, dopo il matrimonio della filia dei Von Ehrentreuter con il Freiherr von Wedel nelle mani dei conti Von Wedel.
A partire dalla metà del XVII secolo, venne aggiunto attorno al castello un parco con laghetti e alberi.
In seguito, nel corso degli anni sessanta del XIX secolo, l'edificio venne rimodellato in stile neogotico per volere di Carl Georg von Wedel. Il progetto di ammodernamento venne affidato all'architetto Richard Stüve.
Negli anni trenta del XX secolo, il castello venne abbandonato dai conti von Wedel, che trasferirono la loro residenza principale nel castello di Gödens. Il parco del castello cadde così progressivamente in abbandono fino al 1998.
Nel frattempo, nel 1975, il castello venne ceduto dalla contessa Erika von Wedel al circondario di Leer e divenne così di proprietà pubblica.
In seguito, tra il 2004 e il 2006, l'edificio fu sottoposto ad un'ampia opera di restauro.

## Descrizione
L'Evenburg si erge lungo il corso del fiume Leda.